# AMC・ジャベリン
ジャベリン（Javelin）は、1968年から1974年にかけてアメリカン・モーターズ社（AMC）で販売された「ポニーカー」（pony car）である。当時保守的な経済車メーカーのイメージの強かったAMCの、メーカーイメージを刷新する意図で企画された。
ジャベリンの製造は1968年から1970年（1970年中にデザイン変更）と1971年から1974年までの2世代に分けられる。レース市場でも活躍し、ジャベリンはトランザム・レース（Trans-Am）で成功を収め、AMCのスポンサーで1971年、1972年のシリーズ優勝と1975年のレースでも勝利を獲得した。
ジャベリンはヨーロッパ、メキシコ、オーストラリアでライセンス生産され、北米以外の市場でも販売された。

## 初代(1968年-1970年)

### 1968年 - 1969年
ジャベリンは、1966年にAMCが催した自動車ショー興行の「プロジェクトIV」の2台のコンセプトカー「American Motors eXperimental（AMX）」の内の1台から発展したモデルで、当時流行していたフォード・マスタングやシボレー・カマロの様な他のポニーカーに対抗するために1968年にデビューした。同じコンセプトカーを起源として、ジャベリンの上位モデルであり、よりハイパフォーマンスな「AMC・AMX」が同時期にデビューしている。
エンジンは232 cu in (3.80 L) 直列6気筒（L6）と3種類のV型8気筒（V8）から選択できた。
標準エンジン付きでのジャベリンは129 km/h（80mph）で巡行でき、290 cu in (4.8 L) のV型8気筒（V8）エンジンでは最高速度は161 km/h（100mph）に達した。
4バレルキャブレター付き5.6L（343 cu in）V8エンジン、前輪ディスクブレーキ、2本排気管と幅広タイヤが付いたオプションの「ゴー・パッケージ」（Go Package）では0 km/hから97 km/h（60mph）までの加速が8秒以内で最高速度は193 km/h（120mph）に達した。更に選択できたSSTグレードはより豪華な内装をもっていた。

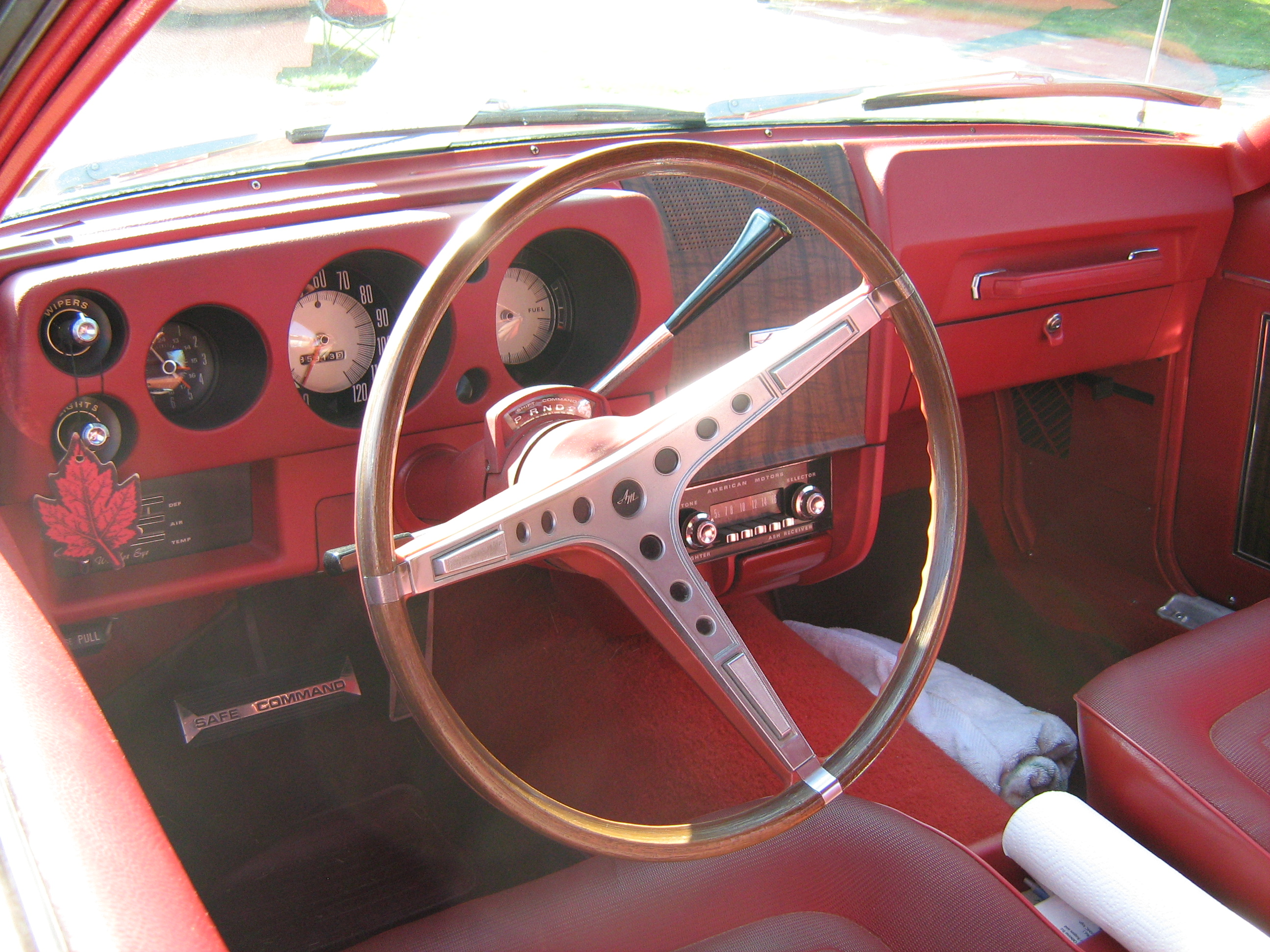
1969年AMC ジャベリン SST の内装

1968年半ばにAMX 390 cu in (6.4 L) エンジンがジャベリンにオプションで注文できるようになった。この315 hp（235 kW; 319 PS）の出力と425 lb•ft（576 N•m）のトルクはジャベリンを0 km/hから97 km/h（60mph）までの加速を7秒台で走らせた。AMCはAMXとジャベリンにディーラーオプションの"Group 19"を設定した。これには連装の4バレル・クロスラム吸気管、高性能カムシャフト・キット、ニードルベアリング・ローラーロッカーアームとデュアルポイント点火装置が含まれていた。
『ロード・アンド・トラック』（Road & Track）誌は1968年モデルの発売に当たり「このような小型の車における長所」として「大きく、重い、超高出力エンジン」を挙げそのスタイリングを「好ましい」とし、ジャベリンのことを競合車と比較して好意的に評した。ジャベリンは競合車（フォード・マスタング、シボレー・カマロ、プリムス・バラクーダ）よりも長く室内空間は余裕があり、スタリングはほぼ間違いなく多くの部分で最もクリーンなものであった。その興奮するような美しい造形でジャベリンは「羽が生えた」ように売れまくり、1968年モデルは56,000台以上が生産された。しかし、ディスク/ドラムブレーキとオプションのパワーアシスト無しの「クイック・ステアリング」は批判の的となり、ジャーナリスト達もAMCのセイフティ・スタイル（safety-style）内装のことを退屈とか味気ないと文句を付けた。

### 1969年
2年目のジャベリンの変更は、新しいストライプ、グリル、トリムといった僅かなものであった。屋根に装着したスポイラー、ボンネット上の黒塗りされた2条の空気取り入れ口が付いた“Mod Javelin”パッケージが1969年半ばに導入された。1969年モデル途中からオプションでボディと同色のバンパー込みの「ビッグバッド」（Big Bad）塗装（ネオン・ブリリアントブルー、オレンジ、グリーン）が用意され、このオプション塗装は1970年モデルを通じてジャベリンの全モデルに用意された。
「ゴー・パッケージ」オプションは4-バレルの343と390エンジンに用意され、ディスクブレーキ、ツイングリップ（Twin-Grip）・デフ、赤リボンを付けた高性能タイヤ、太いスタビライザー付強化型サスペンション、その他の拡張部品が含まれていた。
40,675台が生産された。

### レース
AMCは自社のイメージ変革を図るため、ジャベリンをレースカーに仕立てた。レーシングチームを編成し、ドラッグストリップ（Dragstrip）やトランザム・シリーズ（Trans-Am Series）に投入した。
ジャベリンの最初のトランザム・シリーズへの参戦は1968年のセブリング12時間レースであった。1月からカプラン・エンジニアリング（Kaplan Engineering）でトラコ・エンジニアリング（Traco Engineering）製のエンジンを搭載した2台のジャベリンが準備された。エンジンはベースの290 cu in (4.8 L) V8のボアを拡大して304.3 cu in (4.99 L) にしたものであった。ロニー・カプラン（Ronnie Kaplan）はこう述懐している。「・・・時間的な要因とテストと開発をサーキット場で行っていたために我々にはジャベリンをじっくりと開発する十分な時間がなかった。」68台が出走したレースで僅か36台しか完走せず、ピーター・レヴソン（Peter Revson）とスキップ・スコット（Skip Scott）が運転する1台のジャベリンは総合で12位、O-クラスで5位を獲得した。レース計画が促成で進められたことを考慮すると「注目に値する」成績であった。1968年シーズンを通してジャベリンは3位の成績であったが、AMCは出場した全てのトランザム・レースで完走した唯一のワークス・チームという記録を打ち立てた。

### 1970年
1970年モデルのジャベリンは新しい外観デザインとなり、フェイス部は幅広なフロントグリル「ツイン＝ヴェンチュリー」（twin-venturi）と長いボンネット、後部は中央に装着した1個の後退ランプと全幅に渡るテールライトを備えていたが、これは1年間だけのデザインであった。新しい外観以外で新しい物は、ボールジョイント（Ball joint）、上下のコントロールアーム（Control arm）、コイルスプリング（Coil spring）と上コントロールアームのショックアブソーバー、下コントロールアームのトレーリングストラットを備えた新しい前輪サスペンションであった。

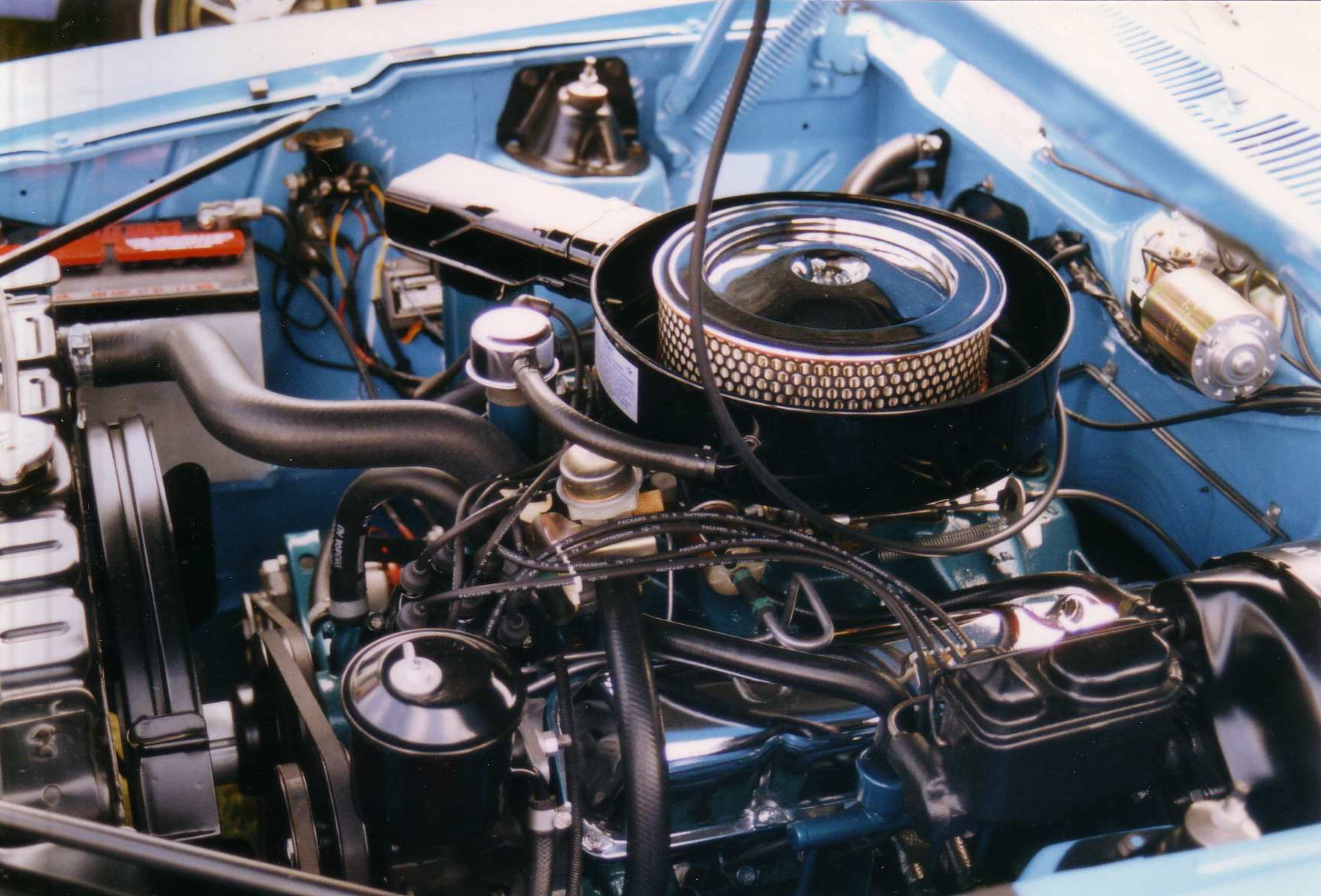
1970年 「ゴー・パッケージ」 390 エンジン

1970年モデルのエンジンは2種類の新しいV8エンジンの導入と共に変更され、ベースの304 cu in (5 L) とオプションの360 cu in (5.9 L) が各々290と343を更新した。最上オプションの390 cu in (6.4 L) は継続されたが気筒容積が51 cc増やされた新しいヘッドにアップグレードされ出力は325 hp (242 kW)に増強された。車両識別番号（VIN）にはこのエンジン用に"X"の記号が残された。もう一つの新しい装備は「ゴー・パッケージ」・オプションに含まれる冷たいラムエアーを導入するための2つの大きな開口部を持つ「パワーブリスター」（power blister）・ボンネットであった。4バレル・キャブレターエンジン付きの「ゴー・パッケージ」は多くの購入者が選択し、これには前輪ディスクブレーキ、2本出しの排気管、スタビライザー付きのヘビーデューティー仕様サスペンションとデザイン度の高いホワイトレタータイヤが含まれていた。
内装デザインもこの1年間のみのもので、幅広い新たなダッシュボードとクラムシェル形の一体型ヘッドレスト付きのバケットシートを備えていた。
レース界でのジャベリンの成功を利用してAMCは特別モデルの宣伝と売り込みを始めた。1970年モデルの特別モデルは「マーク・ダナヒュー ジャベリン SST」であった。トランクリッド上にダナヒューのサインが刻まれたダックテール形スポイラーを備え、ダナヒュー・デザイン公認の車が2,501台生産された。これらはトランザム・レースに参戦するジャベリンの準備をするために設計されていた。元々の計画では全てのダナヒュー ジャベリンはSSTトリムに特製スポイラー、ラムエア・フード付の「ゴー・パッケージ」、4速MT又は3速フロアシフト ATからの選択と厚いウェブが施された360 cu in (5.9 L) エンジンを持つことになっていた。あらゆる塗色（「ビッグ・バッド」塗装を含む）と内装が注文できると共に別料金のオプションでどのような組み合わせにすることも可能であった。しかし、AMCは如何なる識別符号（VINやドア部の銘盤、等）も着けず、車の中には簡単に模することのできる装備品を取り付けたものもあるので「本当の」マーク・ダナヒュー ジャベリンを判別することは困難である。
推計で100台の「トランザム」（Trans-Am）ジャベリンも生産された。この車は前後のスポイラーを装備するだけでなくAMCレーシングチームのワークスカラーであるマタドール・レッド、フロスト・ホワイト、コモドア・ブルーの横縞塗装も施されていた。

## 2代目(1971年-1974年)

### 1971年 - 1974年
ジャベリンは1971年モデルでモデルチェンジされ、前モデルより長く、低く、重くなった。

#### 1971

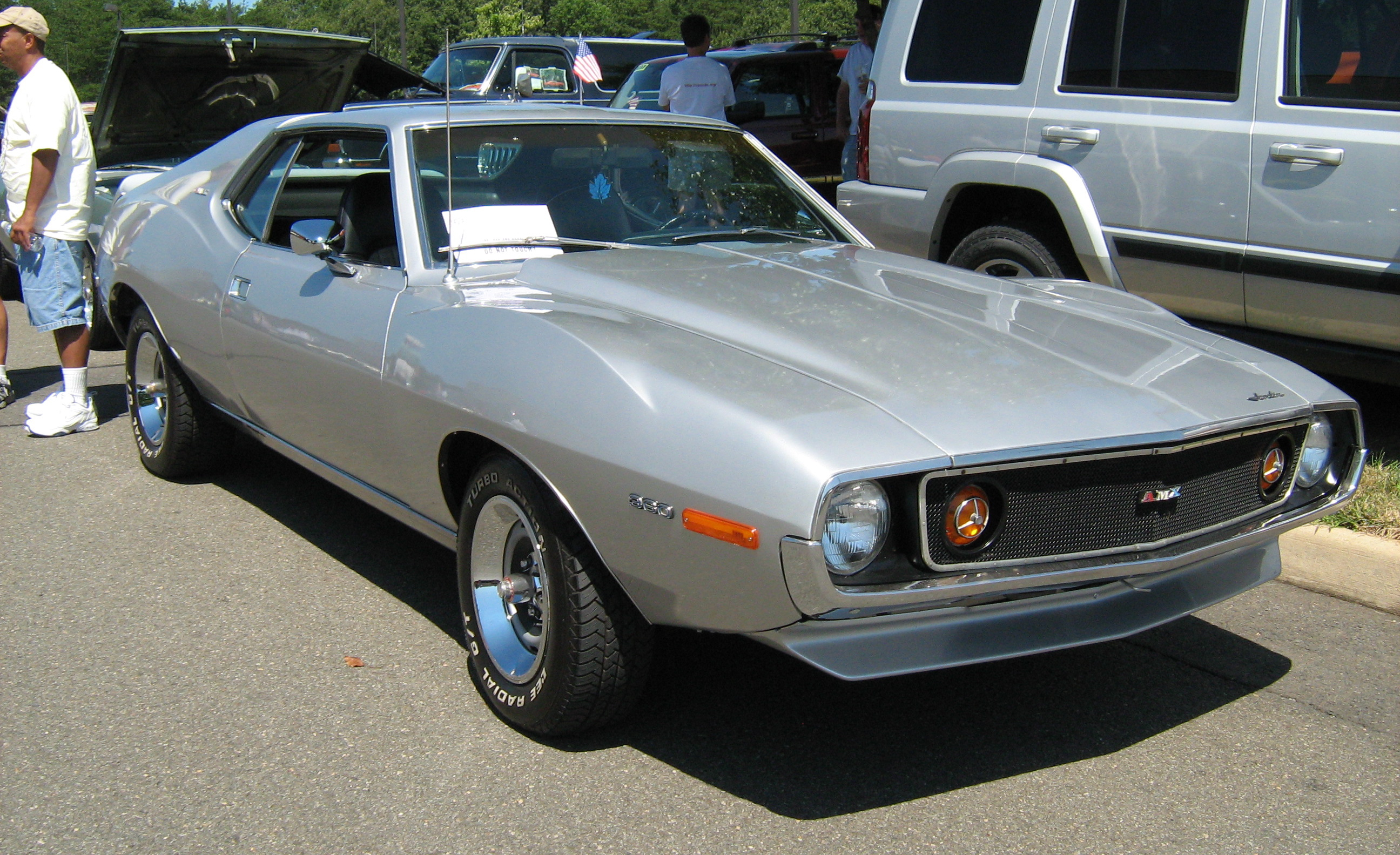
1971年、ジャベリン AMX

モデルチェンジしたジャベリンは屋根に組み込んだスポイラー（spoiler）と彫刻的なフェンダーのバルジ（張り出し）を持っており、この新しいボディは先代モデルの大人しく端正な外観とはかけ離れていた。メディアは刷新された前部フェンダー（元々はレース用のオーバーサイズのタイヤを収めるためのものだった）のことを「遥かに高価なコルベットから模倣されたバルジは、このパーソナルカーを際立たせている。」と評した。新しいデザインでは「複雑模様のグリル」も備えていた。
「コックピットの使用効率を高めたドライバーを囲む機能計器」と謳われたダッシュボードは左右非対称であった。このドライバー中心のデザインは経済性を重視したホーネットの試作車（キャヴァリエ）とは対照的であった。
AMCは、232 cu in (3.8 L) の直列6気筒（L6）と8,000 rpmを想定した鍛造製クランクシャフトとコネクティングロッドを備えた 4バレル・キャブレター付401 cu in (6.6 L) V型8気筒（V8）といったエンジンやハースト・シフター付のボルグワーナー製T-10型4速マニュアルトランスミッションを用意した。
ジャベリンのレースカーは、ペンスキー・レーシング/マーク・ダナヒュー チームと同じくAMCのディーラーの支援を受けたロイ・ウッズ（Roy Woods） ARA チームがトランザム・レースで成功を収めた。ジョージ・フォルマー（George Follmer）とマーク・ダナヒューの運転でジャベリンは1971、1972と1975年のトランザムでタイトルを獲得した。名前とサインが入ったダナヒューのデザインした特製リヤスポイラーが着いた1970年のジャベリン SSTの限定モデルが販売された。

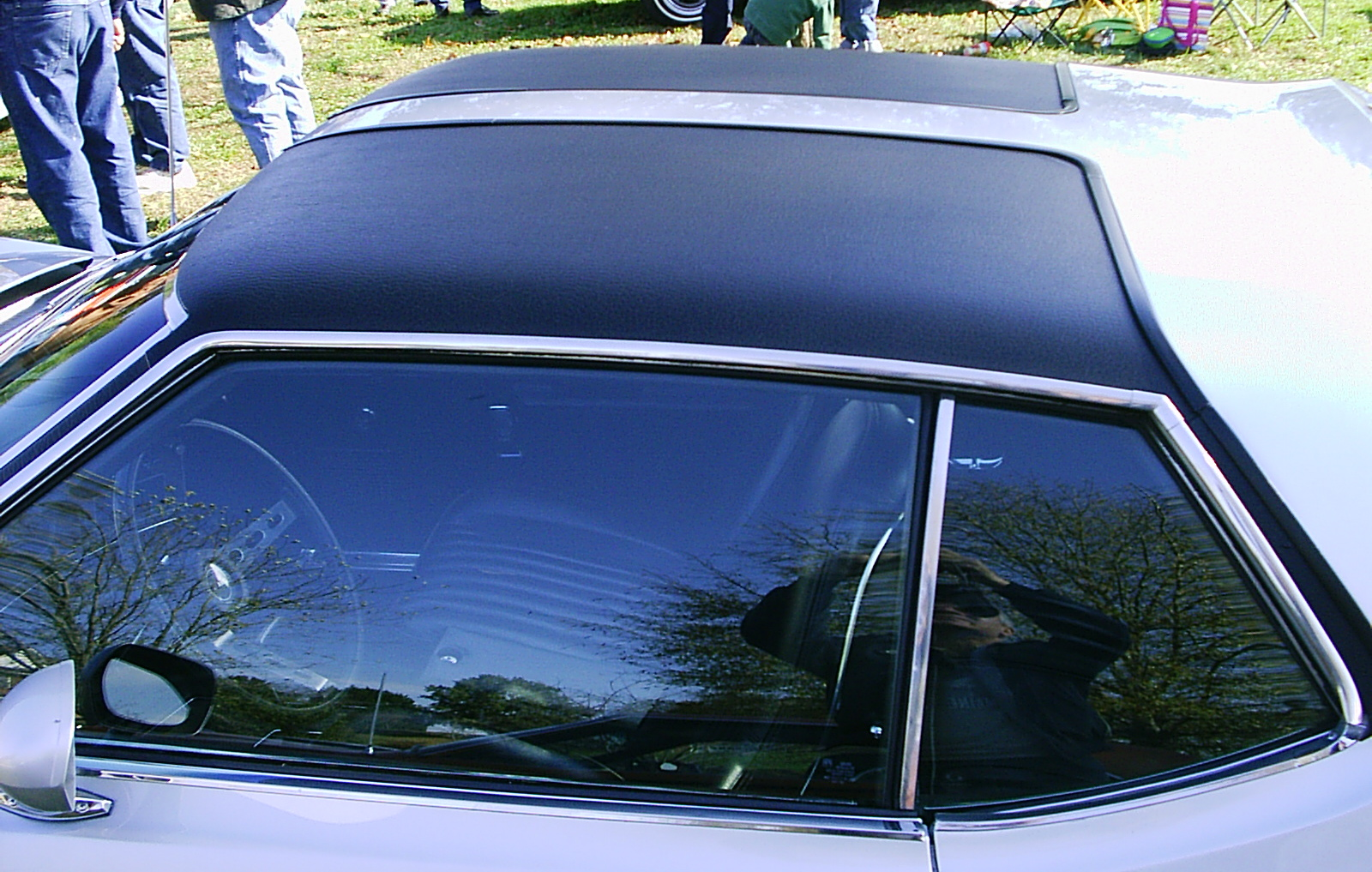
1971年、ジャベリン AMX。特徴ある「2段折り」（"twin-cove"）の屋根

1971年モデルから2座車のAMXは販売されず、その地位はジャベリンの上級高性能モデルに統合された。新しいジャベリン-AMXには幾つかのレース用の改装が施され、AMCはこの車を「買うことのできるトランザム・レースのチャンピオンに一番近いもの」と宣伝した。この車は、グリルを覆うステンレス製メッシュスクリーン、幅いっぱいのグラスファイバー製冷気導入カウル、高速時の接地圧確保のための前後スポイラーを備えていた。360と401の4バレル エンジンに設定された高性能仕様の「ゴー・パッケージ」には「ラリーパック」（"Rally-Pac"）計器、ハンドリング・パッケージ用サスペンション、「ツイン・グリップ」リミテッド・スリップ・デフ、強化型ラジエター、パワーディスクブレーキ、AMC・レーベル マシン（Rebel Machine）に使用された15x7-inの穴あきホイールにホワイトリボンのE60x15 グッドイヤー製ポリグラス・タイヤ（Goodyear Polyglas tire）、ボンネットのT-ストライプ・デカール、黒く塗り潰されたテールライト周りのパネルが含まれていた。401 cu in (6.6 L) エンジンを搭載した重量3,244-lbp (1,471 kg) のジャベリンは低鉛、低オクタンのガソリンを使用して1/4マイルを確実に14秒台半ば、到達速度93 mph (150 km/h) で走ることができた。1971年と1972年のトランザムでの勝利を記念してどのグレードにも特製のトランザム勝利記念ステッカーを付けることができた。

#### 1972年

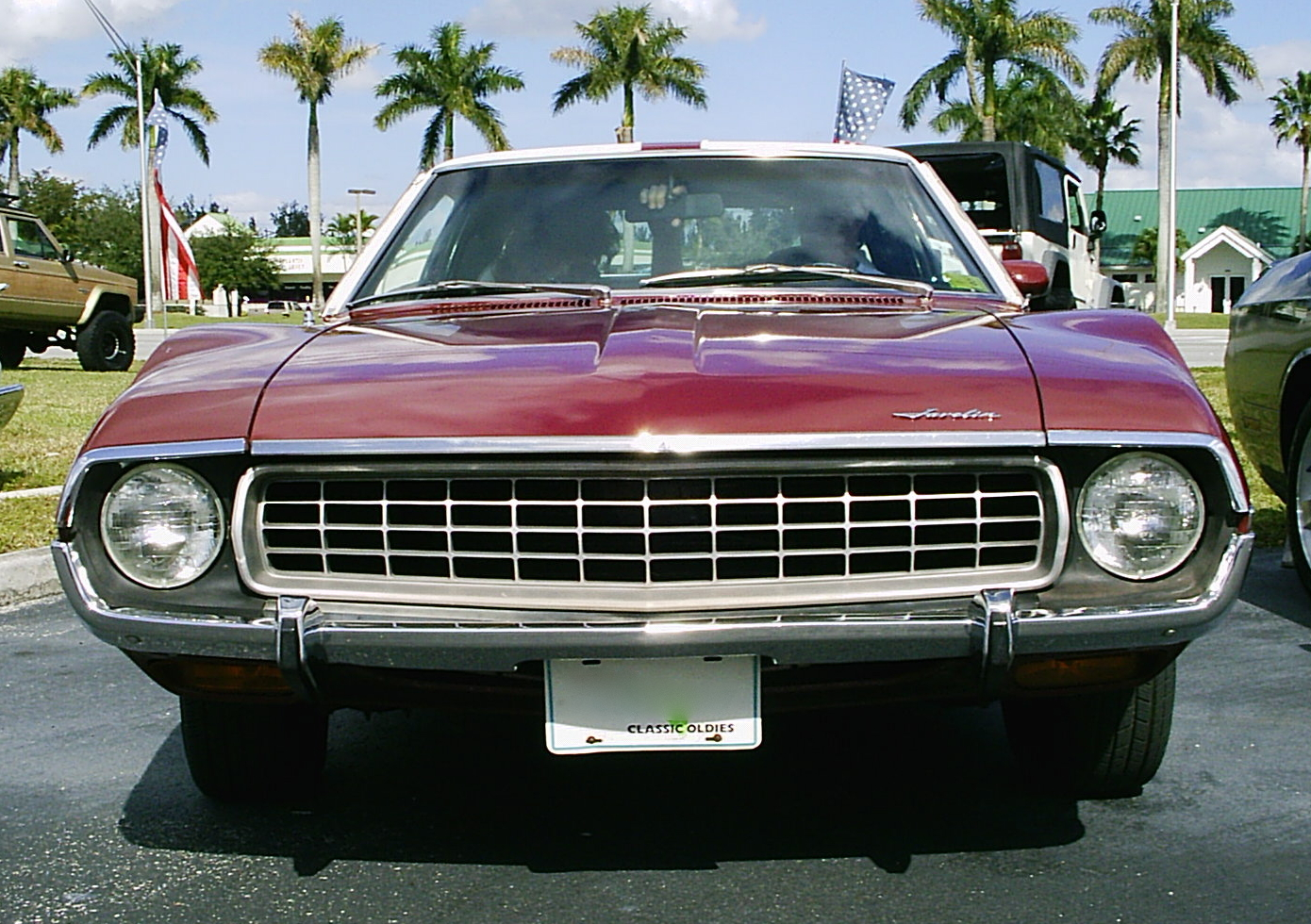
1972年 ジャベリン

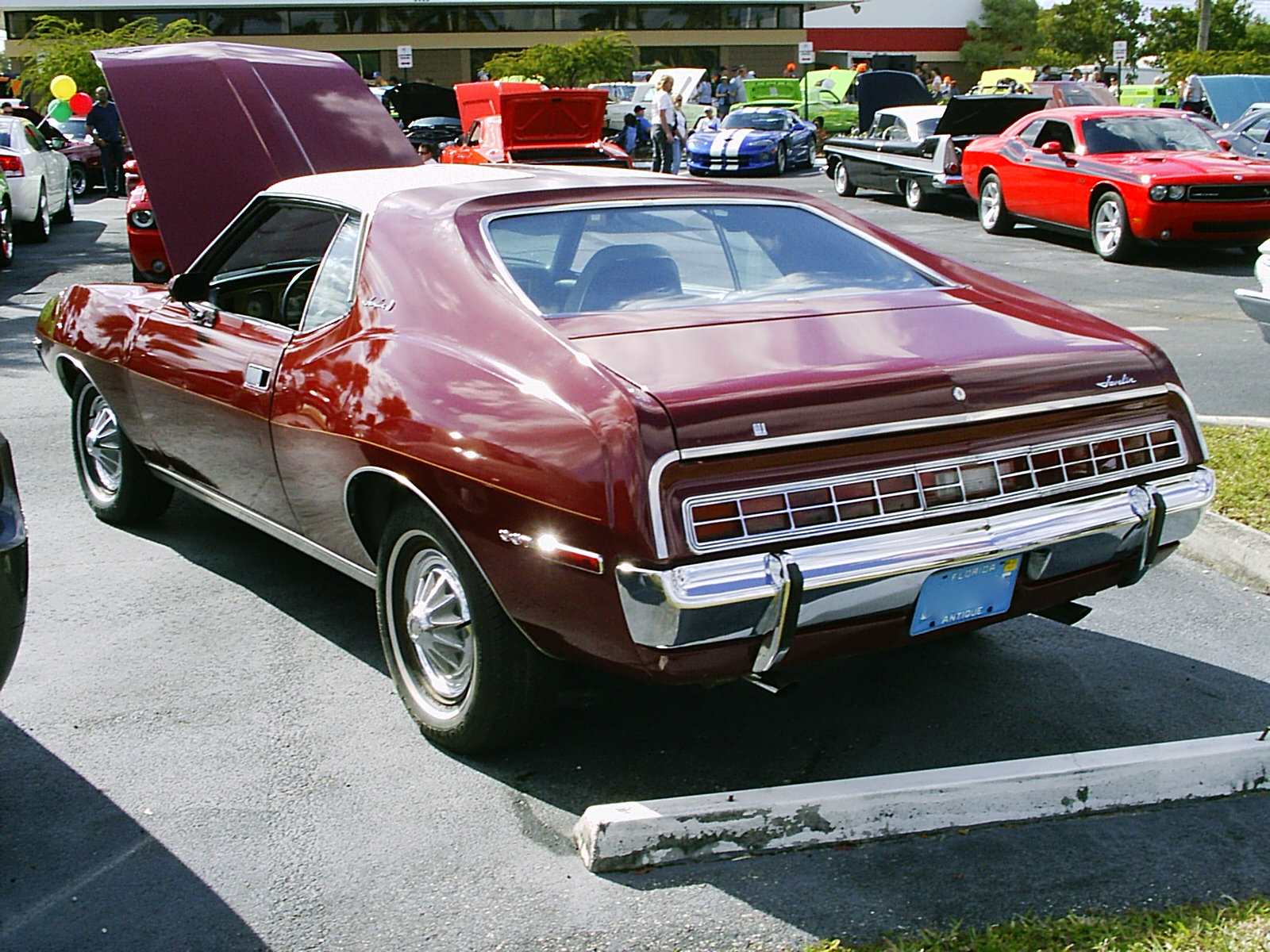
1972年 ジャベリン SST

AMCは1972年モデルでは品質に重点を置き、革新的な「バイヤーズ・プロテクション・プラン」（“Buyer Protection Plan”）の保証を車に付けることで販売記録を打ち立てた。これは1年間又は12,000 ml (19,000 km) 内の如何なる不具合（タイヤを除く）の修理をも保証するという自動車メーカーとしては初めての制度であった。所有者にはAMCへの通話料無料の電話連絡と修理に1晩以上要する場合の無料レンタカーが提供された。ポニーカー市場の人気が下降し続けていたにもかかわらず、1972年に国内最小の自動車メーカーのAMCが40億USドルの売り上げから確実に3億USドルの利益を稼ぎ出した。あるコメンテーターはこう語った。「その素晴らしい格好と賞賛すべき路上性能にもかかわらず、ジャベリンは販売面で競合車とがっぷり四つに組むというわけにはいかなかった。・・・その主な理由としては小規模な独立自動車メーカーにはGM、フォード、クライスラーに対抗する名声や（又は）影響力を持ち合わせていないからであった。」

#### ピエール・カルダン
1972年と1973年モデルの内4,152台のジャベリンはファッションデザイナーのピエール・カルダンがデザインした特別内装のオプション付きで製造された（正式な販売開始日は1972年3月1日）。黒地にチャイニーズ・レッド、プラム、白、銀のストライプ柄の多色のプリーツが入っていた。染み汚れ防止のシリコーン仕上げが施された丈夫なサテンに似たナイロン製の6色のストライプ柄は前部座席からドア内張り、天井、後部座席にまで貼り巡らされていた。座席表面の生地はAMC用に歴史ある内装生地メーカーのチャタム・ミルズ（Chatham Mills）社が製造しており、チャタム社の社章が前部フェンダーに貼り付けられていた。このオプションの希望小売価格は84.95 USドルであった。ファッションデザイナーによる特製内装仕様という流行はその後も続いたが、カルダンの手によるものが「最も大胆で風変わり」の地位を保ち続けた。

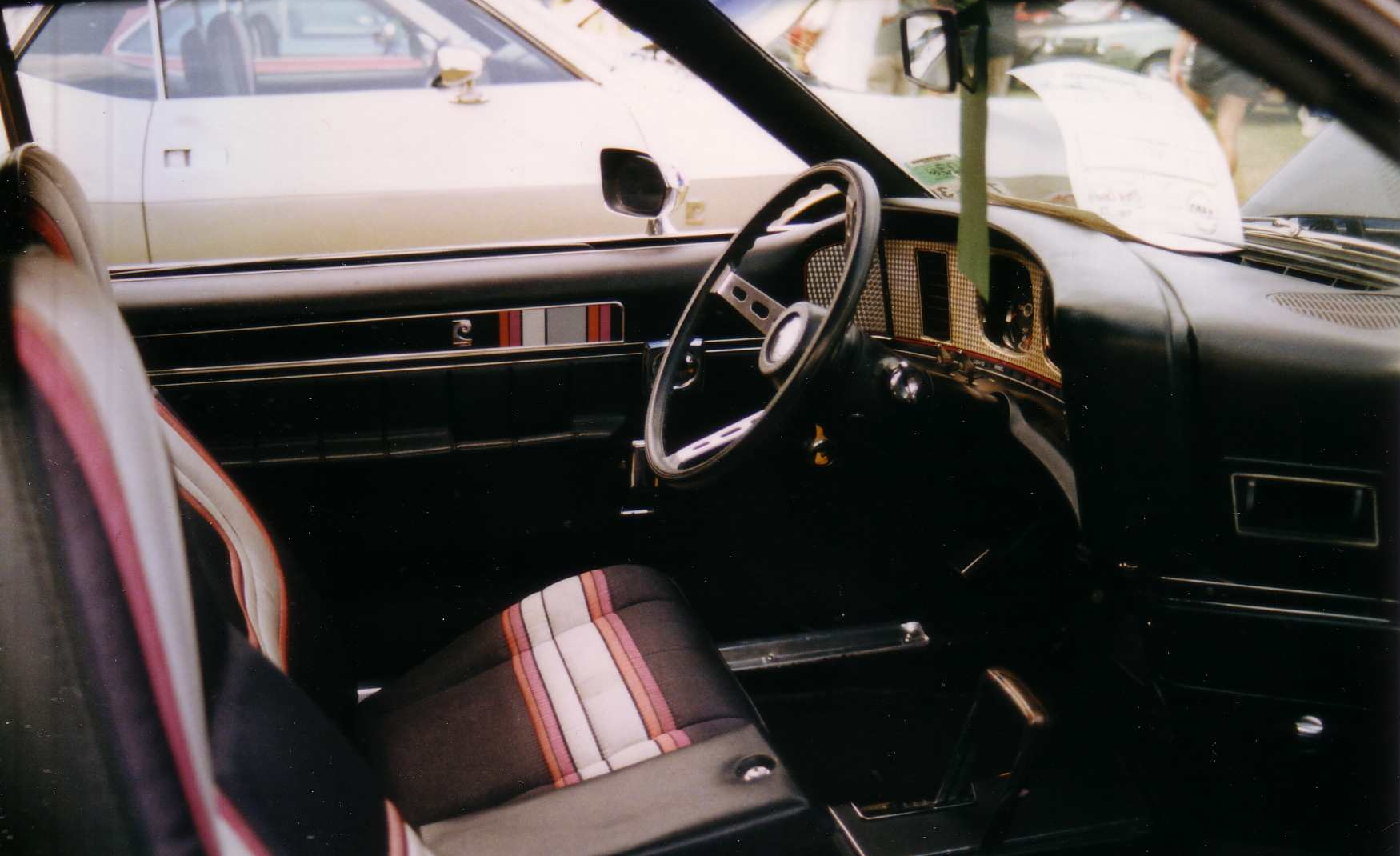
オプションのカルダン内装の1972年のジャベリン
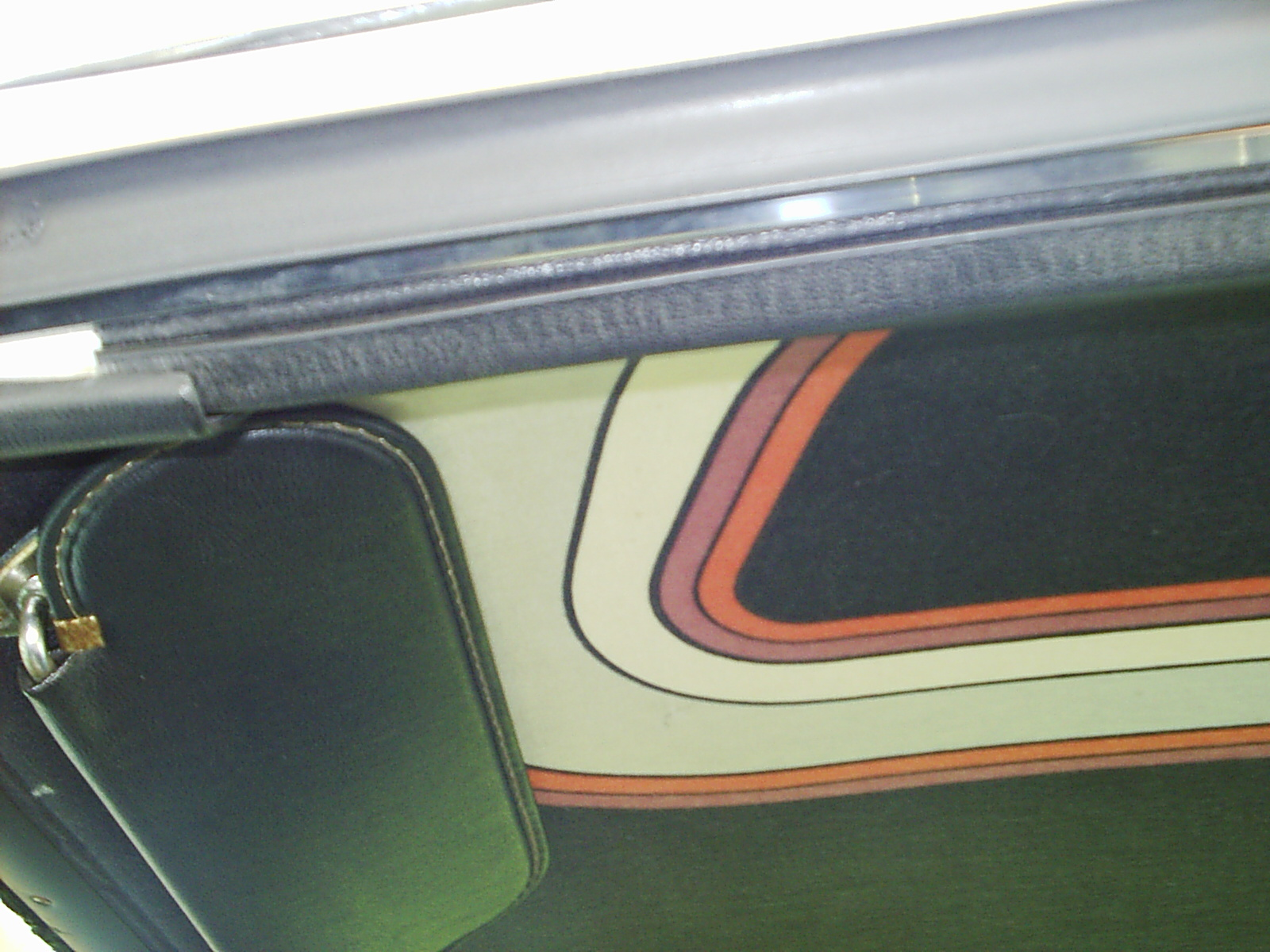
カルダン内装の天井
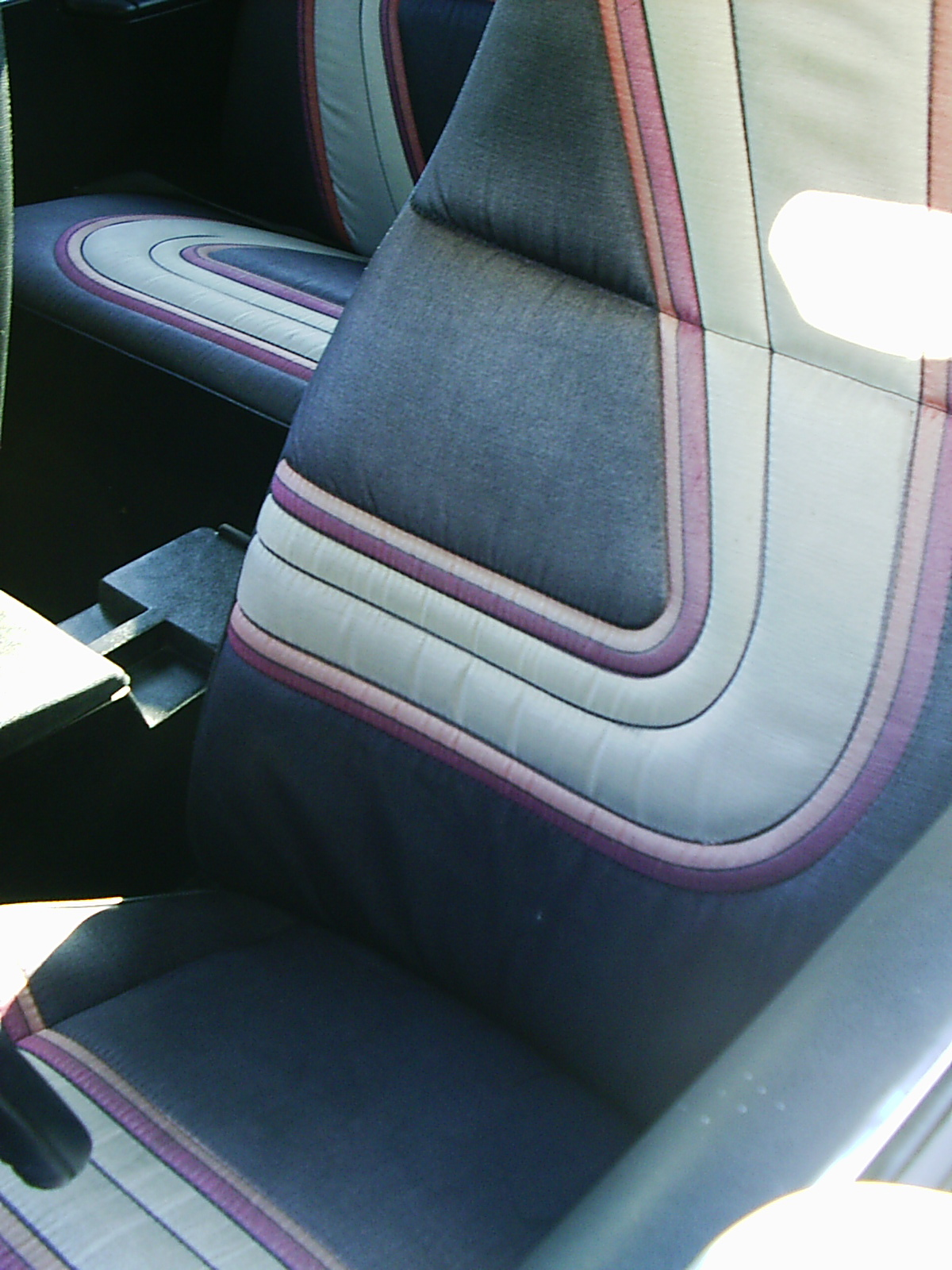
カルダン内装の前部座席
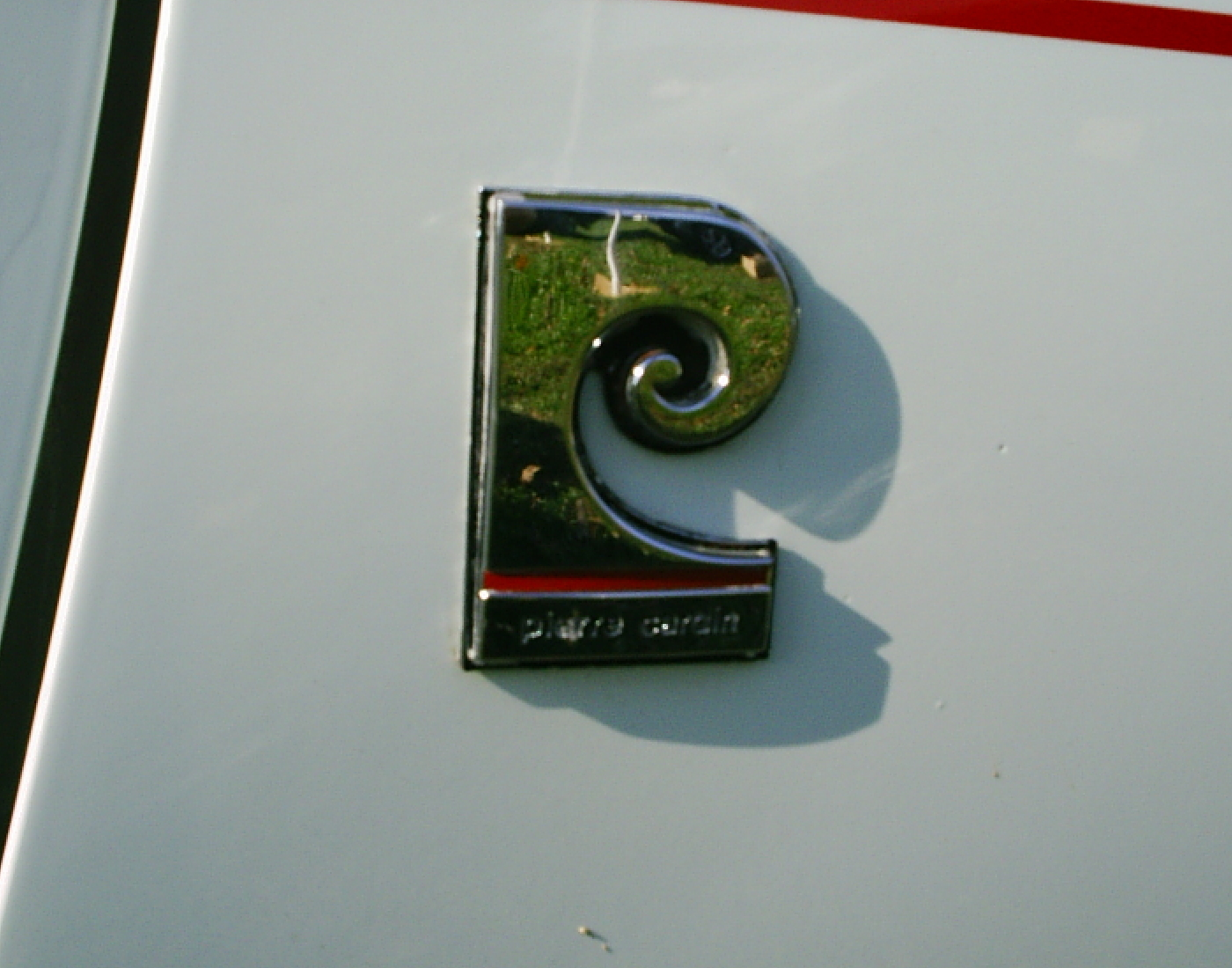
ピエール・カルダン エディションのロゴ

#### 1973年

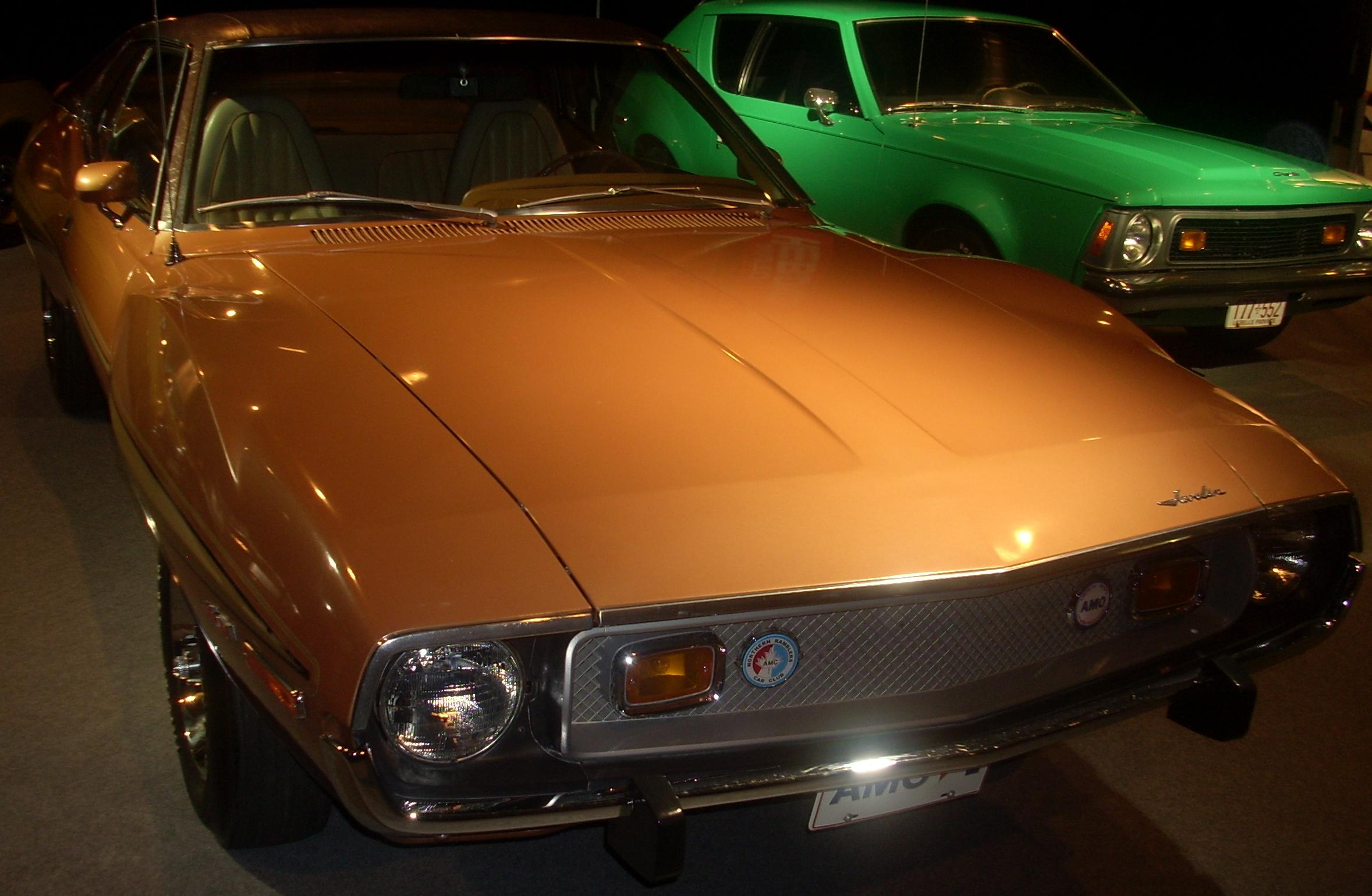
1973年、AMC ジャベリン

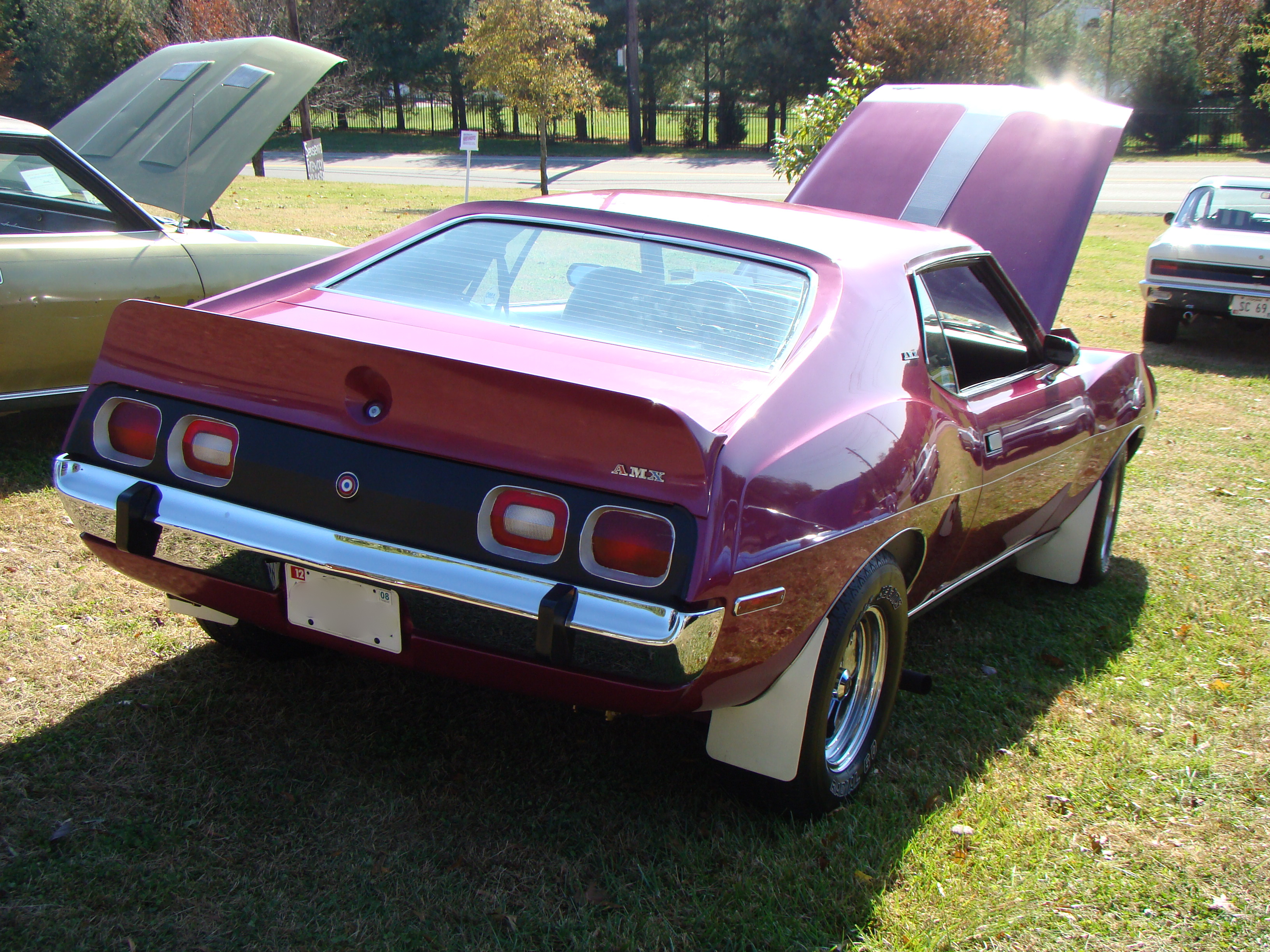
1973年、AMC ジャベリン AMX。

1973年モデルのジャベリンの変更点は僅かであった。AMXグリルはそのままで残されたが、最も顕著な変更点はテールライトとグリルであった。その他全てのAMCの車は伸縮式ショックアブソーバーを内蔵した「復元」（"recoverable"）バンパーを使用していたが、ジャベリンとAMXは2つのゴム塊付の大人しいバンパーを備えていた。更なる目に見えない変更は、最初の2,500 ポンド (1,100 kg) の衝撃で6 in (152 mm) の潰れまでを許容する新しい必須安全基準に対応した強度を持つドアであった。この年の新しいプレス型の屋根でジャベリンは特徴ある「2段折り」（"twin-cove"）に別れを告げ、完全に平らな屋根になったことで全体を覆うビニール・ルーフが取り付けられるようになった。また、前席のデザインも変更された。1970 - 72年モデルの「タートル・バック」（"Turtle Back"）シートが止められ、軽量なだけでなくより快適でより広い後席の足元空間を確保することもできる薄型デザインになった。
「良い品質に裏打ちされたより良い保証」に重点を置いた宣伝活動に支援された品質改善の成功に拍車をかけてAMCは利益の記録を更新する一方で、1973年モデルの全てにこの包括的な保証を継続した。

#### 1974年

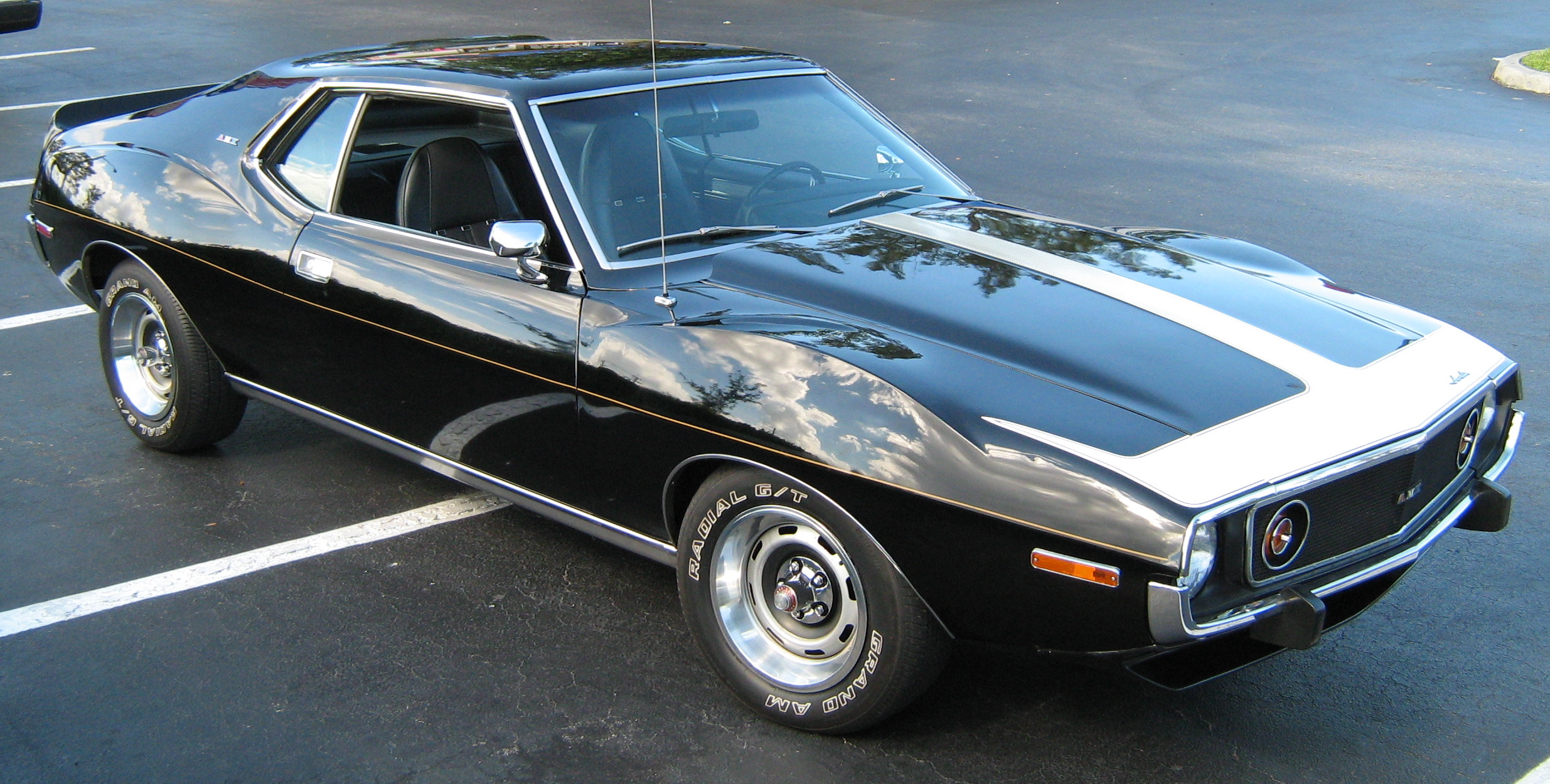
1974年、ジャベリン AMX「ゴー・パッケージ」

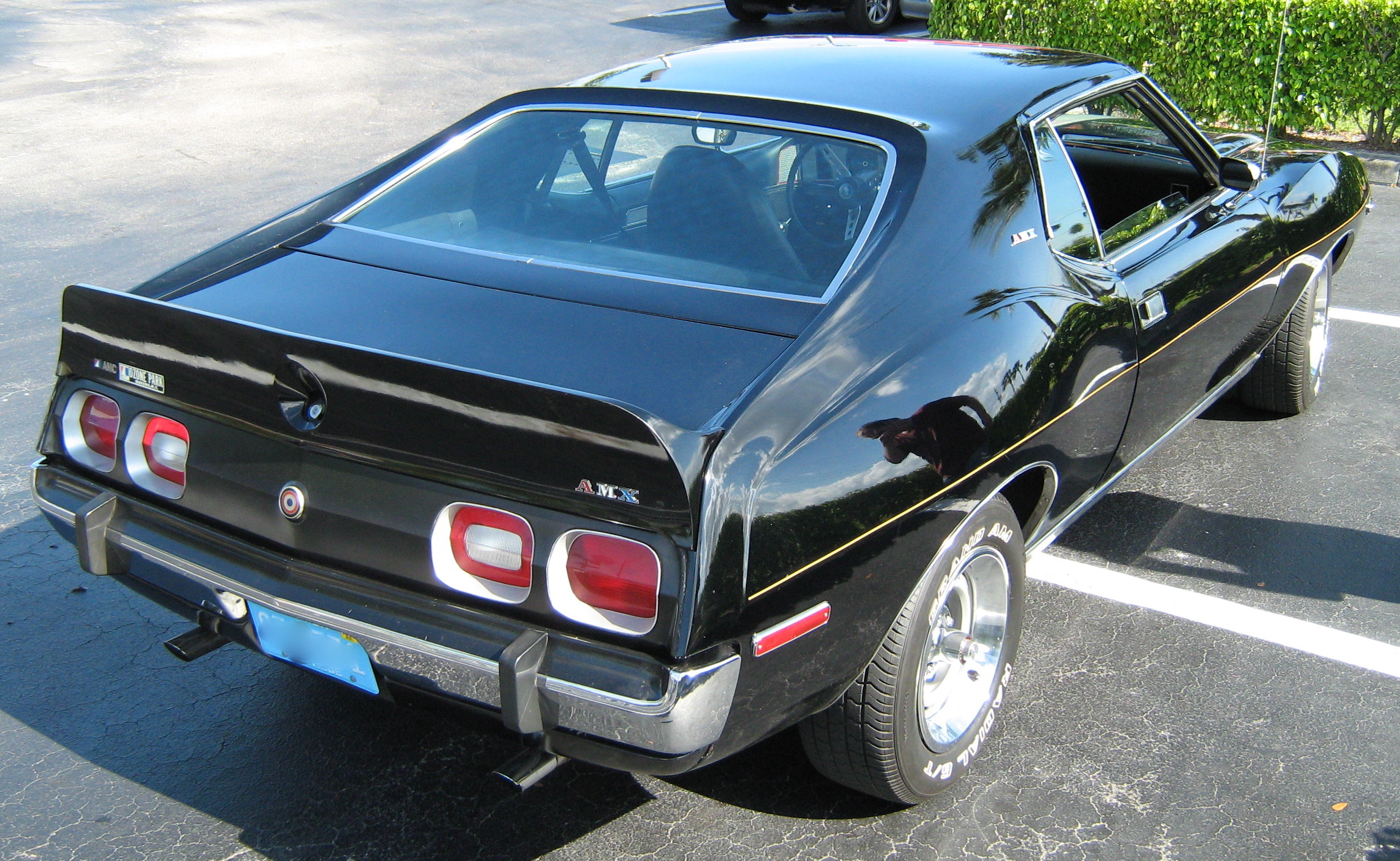
1974年、ジャベリン AMX「ゴー・パッケージ」

これまで比較的好調であったジャベリンの販売に転機が訪れる。1974年になるとオイルショックの影響を受けて世界の自動車市場は大きく変化し、対抗馬であったクライスラー社はポニーカー市場を放棄し、フォード社はオリジナルのマスタングをモデルチェンジこそしたものの、そのエンジンは排気量の小さな直列4気筒であり、その他のポニーカーのメーカーもエンジンを小型化・低出力化していた。ジャベリンの大排気量エンジンは、オイルショックと高性能車に対する全般的な興味の低下の中にあっても、ジャベリン自体の生産が終了するまでオプションに設定され続けた。
AMCは新型モデルのAMC・ペーサー用の生産ラインを必要としていたため、生産ラインを譲る形で1974年10〜11月にジャベリンの生産を終了した。
そのため、GMのカマロやファイヤーバードとは異なり1974年モデルのジャベリンは新しい前後バンパーの厳格化された安全基準の適用外にはならなかった。
それでも、1974年モデルのジャベリンは27,696台、内4,980台（15%）がジャベリンAMXという2代目の中でも最高の生産台数に達した。

## 警察車両
401 cu in (6.6 L) エンジンを搭載したジャベリンが1971年からアラバマ・ハイウェイ・パトロール（Alabama Highway Patrol）で使用され、最後の車両は1979年に退役した。これらの車両は全米の警察組織の中で通常のハイウェイ・パトロールのパトロールカーとして使用された初のポニーカーであった。

## 輸出
ジャベリンは主に米国製ポニーカーの中で最も大きく使い勝手の良い後席を持つことからヨーロッパでも販売された。
- 1968年から1970年の期間に280台のジャベリンがドイツのコーチビルダーのヴィルヘルム・カルマン社でコンプリート・ノックダウン（CKD）により組み立てられ、ヨーロッパで販売された。この取引は西ドイツ製の生粋の米国車ということで特筆される出来事であった。343 cu in (5.6 L) エンジンを搭載したカルマン製の「ジャベリン 79-K」は、使用される90%の部品が箱詰めされて米国から運んでこられた。車の組み立て、塗装、顧客に納入される前のテスト走行はライネ（Rheine）にあるカルマン社の工場で行われた。
- 第1と第2世代の右ハンドル仕様がオーストラリアのオーストラリアン・モーター・インダストリー（Australian Motor Industries：AMI）でCKDキットから組み立てられた。右ハンドル用のダッシュボードやその他の必要な部品は現地で製造された。
- VAM社がメキシコでジャベリンの組み立てを行った。

## 希少価値
『シカゴ・サン＝タイムス』（Chicago Sun-Times）の自動車担当記者のデン・ジェドリッカ（Dan Jedlicka）はジャベリンのことを「彫刻的な美しさ。」とか「1960年代で最も見栄えのする1台。」と記事に記載し、「価格の高騰に連れ、ついにコレクターの尊敬を獲得」と評した。また、第1世代のジャベリンのことを「輝かしいレース戦歴とフォード、GM、クライスラーのポニーカーとは常に一線を画す位置に立つスタイリングを持つ楽しめ且つ手に届く米車の定番。」とも評した。ジャベリンのベース・モデルはその他のマッスルカーやポニーカー程には高価ではないが、当時ジャベリンは相応の数が販売され、現在人気のあるプリムス・バラクーダとダッジ・チャレンジャーの両車よりも恒常的に販売成績は良かった。
コレクターカーの価格表によると1971年から1974年モデルのAMX仕様は高価である。
レースや旧車イベントに興味を持つ所有者が所属する数多くのAMC車のクラブがある。ジャベリンは機械部品、ボディ部品や内装部品の数多くをその他のAMC車と共用しており、再生産部品と同じように新古品（New Old Stock：NOS）を専門に扱う店がある。